# Birinci Aşıqlı
Birinci Aşıqlı è un comune dell'Azerbaigian situato nel distretto di Beyləqan. Conta una popolazione di 1 981 abitanti.